# Liste der Monuments historiques in Beurey
Die Liste der Monuments historiques in Beurey führt die Monuments historiques in der französischen Gemeinde Beurey auf.

## Liste der Objekte
| Bezeichnung                           | Beschreibung                                                           | Standort                        | Kennzeichnung | Schutzstatus | Datum | Bild |
| ------------------------------------- | ---------------------------------------------------------------------- | ------------------------------- | ------------- | ------------ | ----- | ---- |
| Skulpturengruppe Unterweisung Mariens | Kalkstein, farbig gefasst, 16. Jahrhundert                             | in der Kirche St-Andoche (Lage) | PM10000273    | Classé       | 1908  |      |
| Prozessionsstab Madonna mit Kind      | Holz, farbig gefasst und vergoldet, 18. Jahrhundert                    | in der Kirche St-Andoche (Lage) | PM10004292    | Inscrit      | 1996  |      |
| Relief Marienleben                    | Kalkstein, farbig gefasst, 16. Jahrhundert                             | in der Kirche St-Andoche (Lage) | PM10000274    | Classé       | 1908  |      |
| Prozessionsstab Heiliger Andochius    | Holz, farbig gefasst und vergoldet, zweite Hälfte des 18. Jahrhunderts | in der Kirche St-Andoche (Lage) | PM10004293    | Inscrit      | 1996  |      |
| Taufbecken                            | Kalkstein, 15. Jahrhundert                                             | in der Kirche St-Andoche (Lage) | PM10000275    | Classé       | 1908  |      |